# Skleněný dům firmy Lasvit
Skleněný dům v Palackého ulici v Novém Boru na Českolipsku byl vybudován v letech 2014–2019 jako součást výstavby nové centrály sklářské firmy Lasvit. Autory návrhu sídla společnosti jsou architekti z ateliéru ov-a, Jiří Opočenský a Štěpán Valouch.
Pozoruhodný objekt, pokrytý skleněnými taškami, jejichž tvar byl inspirován tradiční krytinou v tomto severočeském regionu – břidlicovými taškami, získal řadu ocenění. Nové sídlo firmy Lasvit, které kromě skleněného domu zahrnuje též další rekonstruované památkově chráněné objekty, se v roce 2020 stalo vítězem 5. ročníku soutěže Památka roku Libereckého kraje. Sídlo firmy Lasvit zároveň zvítězilo i v soutěži Stavba roku Libereckého kraje a získalo hlavní Cenu Karla Hubáčka. Nejvyšším oceněním, kterého se novoborskému skleněnému domu dostalo, bylo zařazení mezi šest vítězných objektů v celostátní soutěži Stavba roku 2020, které byly vybrány ze 191 staveb, dokončených v předchozích pěti letech a kandidujících na tento čestný titul. Novoborská centrála sklářské firmy Lasvit, vytvořená podle návrhu ateliéru ov-architekti, získala v soutěži o Českou cenu za architekturu hlavní cenu, udělovanou mezinárodní porotou.

## Historie
Výstavba centrály firmy Lasvit probíhala v letech 2014 až 2019. Investor se rozhodl vložit neobvyklou moderní budovu mezi historické stavby, více než 200 let staré roubené sklářské měšťanské domy. 

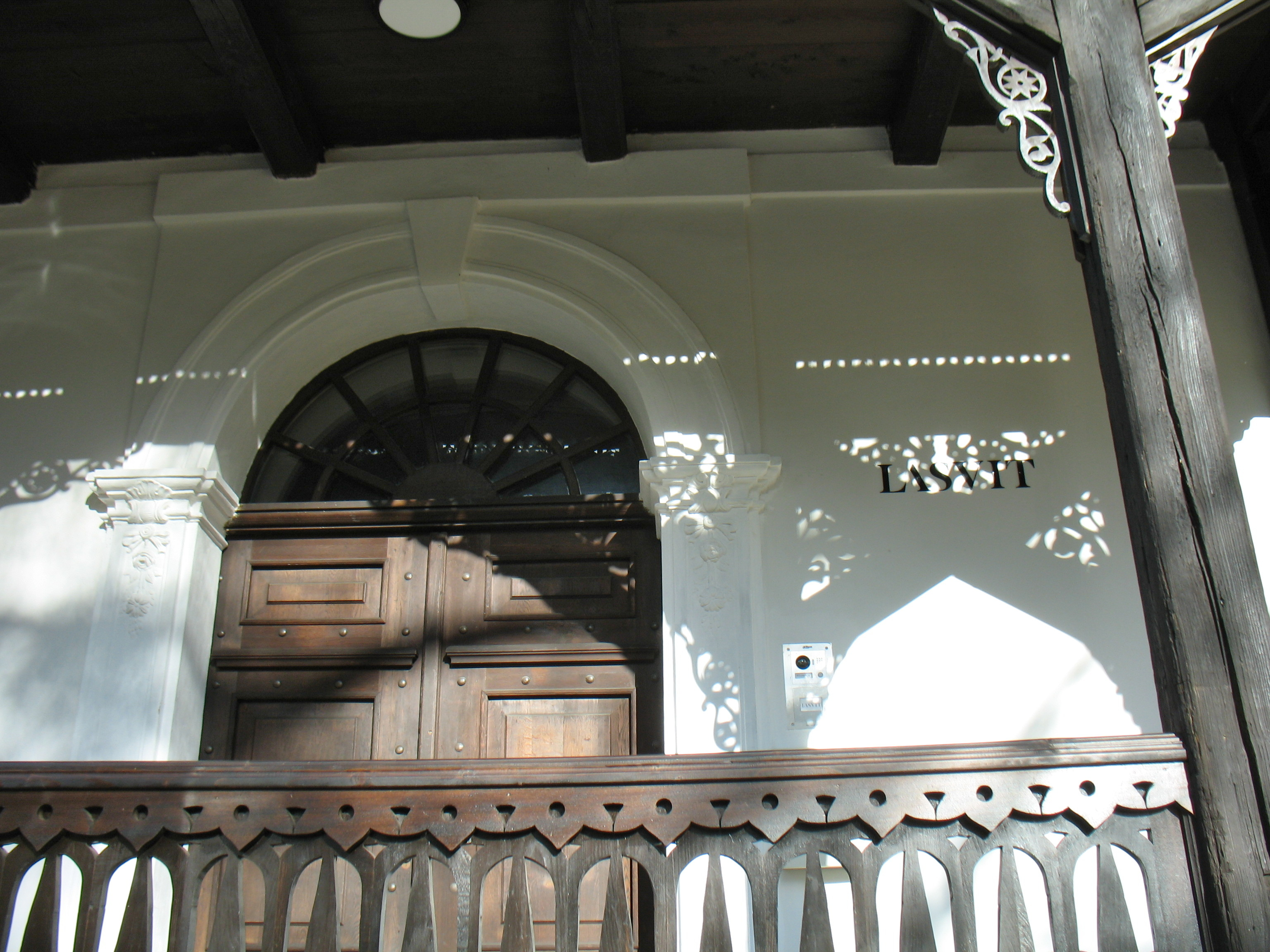
Vstup do domu čp. 170

Jedním z těchto památkově chráněných objektů je dům čp. 170 na rohu Palackého náměstí a Palackého ulice, v němž je vstup do sídla firmy. Jedná se o památkově chráněný klasicistní dům s atypickým patrovým dřevěným rizalitem, postavený v letech 1790 až 1793. Dům prošel několika přestavbami, naposledy byl rekonstruován v rámci výstavby sídla firmy Lasvit.
S tímto objektem bezprostředně sousedí nový skleněný dům, po něm následují další historický zděný a roubený dům (bývalé čp. 171) v Palackého ulici, který je rovněž součástí komplexu centrály sklářské firmy. V zadním traktu tohoto objektu se nachází další moderní stavba, tzv. Černý dům. Rekonstrukce historických domů probíhala ve spolupráci s Národním památkovým ústavem. Během přestavby byla v přízemí jednoho z historických domů objevena dvacet metrů hluboká studna, která byla zachována a zakomponována do rekonstruovaného interiéru. Studna se tak nachází přímo uprostřed jedné z kanceláří, pouze je přikryta skleněnou deskou.

## Objekt skleněného domu

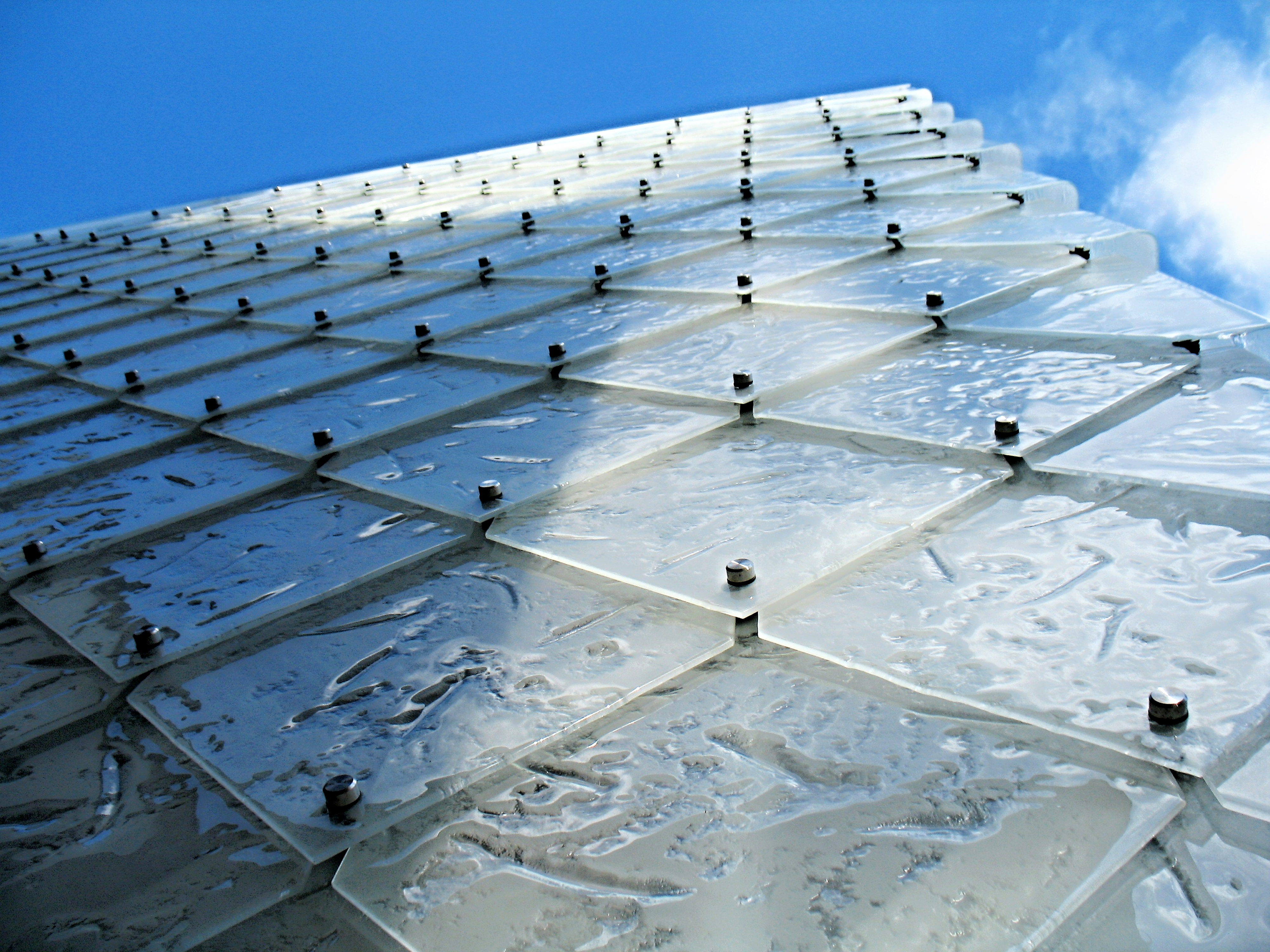
Plášť moderního domu tvoří skleněné desky, připomínající tradiční břidlicovou krytinu

Jádro budovy skleněného domu je betonové. Zvenčí, včetně střechy, je celá stavba pokryta skleněnými taškami ve tvaru kosočtverců. Dům je dvoupodlažní, interiéru dominuje velká výstavní místnost, zakončená klenutým betonovým stropem. Po obvodu této místnosti jsou police, na nichž jsou prezentovány výrobky z produkce firmy Lasvit. V přízemí budovy je kavárna, určená pro setkávání a neformální porady zaměstnanců firmy.